# Up (R.E.M.-album)
 For alternative betydninger, se Up. (Se også artikler, som begynder med Up)
Up er det ellevte studiealbum af det amerikanske alternative rockband R.E.M. udgivet i 1998. Det er det første album, hvor trommeslageren Bill Berry ikke medvirker. Han forlod gruppen i 1997 for at forfølge egne interesser. Som erstatning blev brugt sessionsmusikere eller trommemaskiner.
Med Berrys afgang manglede en vigtig del af gruppen, og de var tæt på at gå i opløsning under optagelserne. Ikke overraskende bliver albummet betragtet som værende mere melankolsk end deres tidligere udgivelser.
"Daysleeper" blev et top 10-hit i Storbritannien. Resten af singlerne fra albummet er "Lotus", det Beach Boys-inspirerede "At My Most Beautiful" og "Suspicion".
Modsat alle tidligere albums valgte Michael Stipe, at teksterne til alle sangene blev inkluderet i CD'ens omslag. Dette fortsatte i fremtidige udgivelser.

## Spor
Alle sange er skrevet af Peter Buck, Mike Mills og Michael Stipe med mindre andet er noteret.
Up Side
1. "Airportman" – 4:12
2. "Lotus" – 4:30
3. "Suspicion" – 5:36
4. "Hope" (Leonard Cohen, Buck, Mills, Stipe)[1] – 5:02
5. "At My Most Beautiful" – 3:35
6. "The Apologist" – 4:30
7. "Sad Professor" – 4:01
8. "You're in the Air" – 5:22

Down Side
1. "Walk Unafraid" – 4:31
2. "Why Not Smile" – 4:03
3. "Daysleeper" – 3:40
4. "Diminished" – 6:01
  - Inkluderer et kort stykke musik kaldet "I'm Not Over You", der starter ved 4:59, hvor Stipe spiller solo på en akustisk guitar efter sangens afslutning.
5. "Parakeet" – 4:09
6. "Falls to Climb" – 5:06